# Avenue M
Avenue M, in origine conosciuta con il nome di South Greenfield e Elm Avenue, è una fermata della metropolitana di New York, situata sulla linea BMT Brighton. Nel 2014 è stata utilizzata da 1 731 955 passeggeri.
È servita dalla linea Q Broadway Express, sempre attiva.